# Ageratum lavenia
Ageratum lavenia là một loài thực vật có hoa trong họ Cúc. Loài này được (L.) Kuntze mô tả khoa học đầu tiên năm 1891.